# Perilampus rostratus
Perilampus rostratus är en stekelart som beskrevs av Kerrich 1954. Perilampus rostratus ingår i släktet Perilampus och familjen gropglanssteklar. Inga underarter finns listade i Catalogue of Life.